# Мозг дрозофилы
Нервная система дрозофилы фруктовой (Drosophila melanogaster) является двусторонне-симметричной и состоит из мозга с двумя полушариями и брюшной нервной цепи, которая представляет собой сросшиеся в цепочку подглоточный ганглий (suboesophageal ganglion), три грудных ганглия (thoracic ganglia) и несколько брюшных ганглиев. Ганглии в брюшной нервной цепи содержат моторные нейроны и интернейроны, которые необходимы для управления тем сегментом тела, который они иннервируют. Мозг в свою очередь отвечает за обработку сенсорной информации, обучение и память. Нервная система взрослой особи состоит из примерно 250 000 нейронов, образующих миллионы соединений.

## Строение мозга
Мозг дрозофилы содержит около 100 000 нейронов. Для общения нейронов в нем используются канонические нейромедиаторы: ацетилхолин, ГАМК, глутамат, дофамин, серотонин и гистамин, а также октопамин и тирамин. Нейроны мозга группируют в субъединицы, называемые LPU (local processing unit). Каждый LPU имеет свою собственную, локальную, популяцию интернейронов, дендриты и аксоны которых ограничены регионом этого LPU. Некоторые промежуточные связующие группы нейронов не имеют локальных нейронов и называются хабами. Всего в мозге в обоих полушариях 43 LPU (20 парных и 3 центральных), 6 хабов и 58 трактов.
Все LPU можно разбить на 5 функциональных модулей. Четыре из них соответствуют центрам обработки информации: обонятельный, звуковой или механосенсорный, два зрительных модуля по одному в каждом полушарии. Модуль центрального комплекса является интегратором информации для принятия решений и формирования локомоторных сигналов.

## Список LPU
- AL/al: Antennal Lobe
- AMMC/ammc: Antennal Mechanosensory and Motor Center
- CCP/ccp: Caudalcentral Protocerebrum
- CMP/cmp: Caudalmedial Protocerebrum
- CVLP/cvlp: Caudal Ventrolateral Protocerebrum
- DLP/dlp: Dorsolateral Protocerebrum
- DMP/dmp: Dorsomedial Protocerebrum
- EB: Ellipsoid Body
- FB: Fanshaped Body
- IDFP/idfp: Inferior Dorsofrontal Protocerebrum
- LH/lh: Lateral Horn
- LOB/lob: Lobulla
- LOP/lop: Lobulla Plate
- MB/mb: Грибовидные тела (Mushroom Body)
- MED/med: Medulla
- PAN/pan: Proximal Antennal Protocerebrum
- PB: Protocerebral Bridge
- SDFP/sdfp: Superior Dorsofrontal Protocerebrum
- SOG/sog: Subesophageal Ganglion
- SPP/spp: Superpenduncular Protocerebrum
- VLP-D/vlp-d: Ventrolateral Protocerebrum, Dorsal part
- VLP-V/vlp-v: Ventrolateral Protocerebrum, Ventral part
- VMP/vmp: Ventromedial Protocerebrum

Шесть хабов:
- NOD/nod: Noduli
- OG/og: Optic Glomerulus
- OPTU/optu: Optic Tubercle

Вдобавок к этим часто выделяют такой нейропиль как Lamina, которая находится непосредственно за сетчаткой и является частью оптических долей.